# 佃 (大阪市)
佃（つくだ）は、大阪府大阪市西淀川区の地名。現行行政地名は佃一丁目から佃七丁目。

## 概要
西淀川区の北部に位置する。左門殿川（さもんどがわ）と神崎川に挟まれた、東西約2.5km、南北約500-600mの島である。古くからの住宅地と中小工場、高層マンションが混在する地域である。
神崎川を挟んだ南側で西淀川区御幣島・千舟・大和田・出来島・中島と接する。また左門殿川は兵庫県尼崎市との府県境・市境となり、左門殿川を挟んだ北側で尼崎市杭瀬寺島・梶ケ島・杭瀬南新町・東本町・東初島町と接している。
地域には阪神本線と阪神なんば線が通る。阪神本線には千船駅が設置されている。阪神なんば線は地域内には駅はない。道路は国道2号が地域の東寄り、また国道43号が地域の西寄りを通り、大阪市内中心部と尼崎・神戸方面を結んでいる。
かつては工業地帯だったが、1970年代以降には大工場の撤退に伴い、跡地に高層マンションの建設が進められた。

## 歴史
淀川やその支流が流した土砂でできた砂州として、現在の佃が形成されたと考えられる。
この地は古代は田蓑島と呼ばれていたとされる。佃の地名については、貞観年間（859年-877年）にすでにそう呼ばれていたとする伝承と、慶長年間（1596年-1614年）に徳川家康が命名したとする伝承がある。
この地には古代から人が住んでいたと考えられている。田蓑神社縁起書によると、神功皇后が三韓からの帰途に佃に上陸し、島の海士が白魚を献上したという伝説が記されている。古代のこの地は住吉大社の領地だったと伝えられている。
平安時代末期には源義経がこの地に立ち寄ったともいわれる。南北朝時代には楠木正成の守護下となったという。戦国時代には大物崩れなどの戦乱に巻き込まれている。
天正14年（1586年）に徳川家康が多田の廟（兵庫県川西市の多田神社）に参詣する際、田簑嶋と呼ばれていたこの地の漁民が神崎川の渡船を務め、その恩賞として全国での漁業権と税の免除を認めたという。このとき家康は田も作るよう命じたことから地名を佃に改めたという。また、天正18年（1590年）8月の家康の関東下向の際には、この地の33人と田蓑嶋神社宮司、平岡正太夫の弟、権太夫好次が当神社から分霊して江戸へ向かい、安藤対馬守、石川大隅守の邸内に一時奉祭した。その後、寛永年間に鉄砲洲を拝領し、大阪と同じ佃と名付け、正保3年（1646年）6月29日に住吉四柱大神と徳川家康を祀り住吉神社となった。
江戸に移った彼らは住吉明神を住吉神社として分霊したが、その祭礼では雑魚を煮詰めたものを供えていた（醬油煮説と塩煮説がある）。これは自家用に小魚や貝類を塩や醤油で煮詰めて常備菜・保存食としたもので悪天候時の食料や出漁時の船内食とするためのものであったが、雑魚がたくさん取れてこの佃煮が大量に作られるようになると彼らは浪花っ子気質を発揮してこれを売り出すようになったといわれ、佃煮はその保存性の高さと価格の安さから江戸庶民に普及していったとされる。
佃煮については、江戸への移住以前に大阪佃で作られていたと指摘する見解もある。『西淀川区史』では、大阪佃が佃煮の発祥と解釈できる記述をとっている。
江戸時代までの佃村は漁村となっていた。一方で江戸時代には農地の開発も行われている。漁業には無税特権があり、周辺の農村と比較すれば裕福な暮らしをしていたと伝えられる。江戸時代には、佃村を含めた現在の西淀川区界隈は幕府の直轄領となっていた。
18世紀初頭（元禄期）には佃村に隣接して蒲島（がましま）新田が開発された。蒲島新田は佃川によって佃村と区切られていたが、昭和初期に佃と陸続きになり、現在は佃の一部となっている。
明治時代の町村制実施により、佃村・蒲島新田・大和田村・大野村・百島新田が合併し、西成郡千船村が発足した。旧村・新田はそれぞれ千船村の大字となり、佃村は千船村大字佃、蒲島新田は千船村大字蒲島と呼ばれるようになった。千船村は1922年5月1日に町制を施行し、千船町となった。
1925年の大阪市の第二次市域拡張により、千船町は大阪市に編入されることになった。旧千船町の町域は新設の西淀川区に属した。西淀川区では旧町村の大字をそのまま西淀川区の町名とすることになり、佃は従来の千船町大字佃から大阪市西淀川区佃町と称するようになった。また千船町大字蒲島は西淀川区蒲島町となったが、区画整理により1938年・1940年の2度に分けて住所変更が実施され、佃町の一部となった。
明治時代には農業が盛んになり、米や綿などが栽培された。明治時代後期頃以降工場が進出するようになり、昭和初期（1930年代）以降は工業地帯へと変化している。
1945年には複数回の空襲により、地域が被災している。特に同年6月26日の第五次大阪大空襲では、左門殿川下の防空壕に爆弾が直撃し、50人以上の死者を出す惨事となった。空襲犠牲者の供養のため、1950年代には佃一丁目に佃空襲慰霊祠が設置された。
1972年2月1日には西淀川区で住居表示が実施され、従来の西淀川区佃町は西淀川区佃一丁目から七丁目となった。
1995年1月17日の阪神・淡路大震災では地域で家屋の全半壊や液状化現象などが発生し、大阪府下では最も大きな被害を受けた地域の一つともなった。

### 年表
- 1580年代 - 佃・大和田漁民、徳川家康に渡し船を出し白魚などを献上。
- 1630年 - 佃・大和田漁民、江戸佃島に移住。
- 1696年 - 佃村に火災が発生（玄珍焼け）。
- 1874年2月 - 西成郡第五区八番小学校（現在の大阪市立佃小学校）が開校。
- 1889年4月1日 - 町村制の実施により、佃村などが合併し西成郡千船村となる。
- 1702年 - 蒲島新田が開発される（現在の阪神千船駅付近）。
- 1905年4月12日 - 阪神本線が開通。大和田駅・佃駅を開設。
- 1921年1月5日 - 阪神本線の大和田駅と佃駅を廃止、両駅を統合する形で千船駅を設置。
- 1922年5月1日 - 千船村は町制を施行、西成郡千船町となる。
- 1924年1月 - 阪神伝法線（現在の阪神なんば線）が開通。地域の西側を縦断。
- 1925年4月1日 - 千船町は大阪市に編入し、西淀川区となる。佃は西淀川区佃町となる。
- 1927年5月 - 阪神国道（現在の国道2号）が開通。
- 1934年9月3日 - 神崎川改修工事が竣工。
- 1936年11月 - 佃町に西淀川郵便局が開局。
- 1938年 - 千船大橋・千北橋が竣工。
- 1945年 - 大阪大空襲により地域が被災。
- 1950年7月 - 西淀川郵便局が姫里に移転。
- 1972年2月1日 - 住居表示実施。西淀川区佃となる。
- 1978年
  - 5月 - 神崎大橋が改築竣工。
  - 6月10日 - 阪神本線姫島駅 - 大物駅間が高架化。千船駅は高架駅となる。
- 1979年4月1日 - 大阪市立佃西小学校が開校。
- 1980年4月1日 - 大阪市立佃中学校が開校。
- 1990年4月1日 - 大阪市立佃南小学校が開校。

## 世帯数と人口
2019年（平成31年）3月31日現在の世帯数と人口は以下の通りである。
| 丁目     | 世帯数    | 人口     |
| -------- | --------- | -------- |
| 佃一丁目 | 2,060世帯 | 4,590人  |
| 佃二丁目 | 2,162世帯 | 4,299人  |
| 佃三丁目 | 1,735世帯 | 3,183人  |
| 佃四丁目 | 290世帯   | 546人    |
| 佃五丁目 | 877世帯   | 1,911人  |
| 佃六丁目 | 14世帯    | 21人     |
| 佃七丁目 | 16世帯    | 20人     |
| 計       | 7,154世帯 | 14,570人 |

### 人口の変遷
国勢調査による人口の推移。
| 1995年（平成7年）  | 16,846人 | [ 12 ] |  |
| 2000年（平成12年） | 16,217人 | [ 13 ] |  |
| 2005年（平成17年） | 16,887人 | [ 14 ] |  |
| 2010年（平成22年） | 15,817人 | [ 15 ] |  |
| 2015年（平成27年） | 14,859人 | [ 16 ] |  |

### 世帯数の変遷
国勢調査による世帯数の推移。
| 1995年（平成7年）  | 6,081世帯 | [ 12 ] |  |
| 2000年（平成12年） | 6,204世帯 | [ 13 ] |  |
| 2005年（平成17年） | 6,776世帯 | [ 14 ] |  |
| 2010年（平成22年） | 6,670世帯 | [ 15 ] |  |
| 2015年（平成27年） | 6,553世帯 | [ 16 ] |  |

## 事業所
2016年（平成28年）現在の経済センサス調査による事業所数と従業員数は以下の通りである。
| 丁目     | 事業所数  | 従業員数 |
| -------- | --------- | -------- |
| 佃一丁目 | 81事業所  | 413人    |
| 佃二丁目 | 106事業所 | 1,474人  |
| 佃三丁目 | 181事業所 | 1,117人  |
| 佃四丁目 | 71事業所  | 1,106人  |
| 佃五丁目 | 83事業所  | 887人    |
| 佃六丁目 | 55事業所  | 593人    |
| 佃七丁目 | 17事業所  | 264人    |
| 計       | 594事業所 | 5,854人  |

## 教育
佃地域の教育機関としては、大阪市立佃小学校・大阪市立佃西小学校・大阪市立佃南小学校の3小学校と、大阪市立佃中学校、私立佃幼稚園が設置されている。
佃小学校は1874年に当時の佃村の小学校として創立。佃尋常小学校・佃国民学校などの名称を経て、1947年の学制改革により大阪市立佃小学校となった。1970年代以降の地域の人口増加により学校が過密化したため、1977年に佃小学校の分校を設置した。分校は1979年に大阪市立佃西小学校として独立開校している。佃西小学校はさらに児童数が増加し、1990年には佃西小学校の校区を分離する形で佃南小学校が開校した。
佃の漁民が江戸に移住して江戸佃島（現：東京都中央区佃）の町を作った歴史があることから、佃地域の3小学校は東京佃にある中央区立佃島小学校と姉妹校となり、相互訪問を実施するなどの交流活動を行っている。佃小学校・東京佃島小学校の交流は1965年に始まり、その後佃西小学校・佃南小学校の開校に伴い2校も交流に加わっている。
中学校については、1947年の新制中学校制度発足以降しばらくは、佃地域は大阪市立淀中学校の校区となっていた。1970年代の地域の人口増加により淀中学校が過密化したため、従来の同校校区から分離する形で、1980年に大阪市立佃中学校が開校した。佃中学校の校区は佃全域と千舟、小学校区では佃・佃西・佃南の3小学校の校区となる。
佃幼稚園は学校法人田蓑学園が運営し、1955年創立。また1925年には佃小学校内に大阪市立千船幼稚園が併設されたが、戦災により1946年に廃園となっている。

## 施設
地域内の主要な施設を以下に挙げる。
- 田蓑神社 - 佃一丁目
  - 「佃漁民ゆかりの地」の碑（田蓑神社内）
- 佃空襲慰霊祠 - 佃一丁目
- 大阪市立佃保育所 - 佃二丁目
- 千船病院 - 佃二丁目
- 西淀川老人福祉センター - 佃二丁目
- 西淀川警察署佃交番 - 佃二丁目
- 西淀川佃郵便局 - 佃二丁目
- 西淀川千船郵便局 - 佃三丁目
- グルメシティ千船店 - 佃三丁目
- 西淀川消防署佃出張所 - 佃四丁目
- 大阪製紙（レンゴーの関連会社） - 佃七丁目
- 左門殿橋、神崎大橋、千船大橋、千北橋、辰巳橋、中島大橋

## その他

### 日本郵便
- 〒555-0001[3]（集配局：西淀川郵便局[18]）